# Eva Watson-Schütze

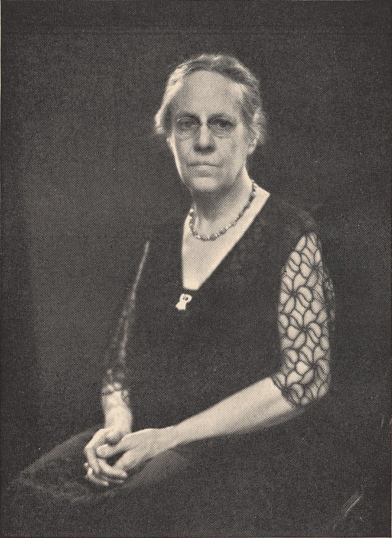
Eva Watson-Schütze, Autoritratto, c. 1935

Eva Watson-Schütze (Jersey City, 16 settembre 1867 – Chicago, 1935) è stata una fotografa statunitense, uno dei membri fondatori della Photo-Secession.

## Biografia
Eva Lawrence Watson nacque a Jersey City, nel New Jersey, il 16 settembre 1867. I suoi genitori erano il dottor John e Mary Lawrence Watson, la cui famiglia era venuta dalla Scozia. Era la più giovane di quattro figli, ma poco si sa della sua famiglia o della prima infanzia.
Nel 1883, all'età di sedici anni, si iscrisse alla Pennsylvania Academy of the Fine Arts di Filadelfia, dove studiò con i pittori Thomas Anshutz e Thomas Eakins. I suoi interessi a quel tempo erano l'acquerello e la pittura a olio, e, sebbene Eakins fosse noto anche come fotografo, si presume che Watson allora non fosse stata attratta da questa sua attività.
Cominciò a sviluppare una passione per la fotografia intorno al 1890 e presto decise di farne la sua carriera. Tra il 1894 e il 1896 condivise uno studio fotografico ad Atlantic City con Amelia Van Buren, un'altra ex allieva dell'Accademia, e l'anno successivo aprì il suo studio di ritrattistica. Divenne rapidamente nota per il suo stile pittorico e presto il suo studio divenne un luogo di ritrovo per i fotografi che sostenevano questa visione estetica.
Nel 1897 scrisse alla fotografa Frances Benjamin Johnston sulla sua fiducia nel futuro delle donne nella fotografia: "Ci sarà una nuova era e le donne voleranno nella fotografia".

Nel 1898 sei delle sue fotografie furono scelte per essere esposte al primo Philadelphia Photographic Salon, dove si firmò con il nome di Eva Lawrence Watson. Fu attraverso questa mostra che conobbe Alfred Stieglitz, allora uno dei giudici della mostra.

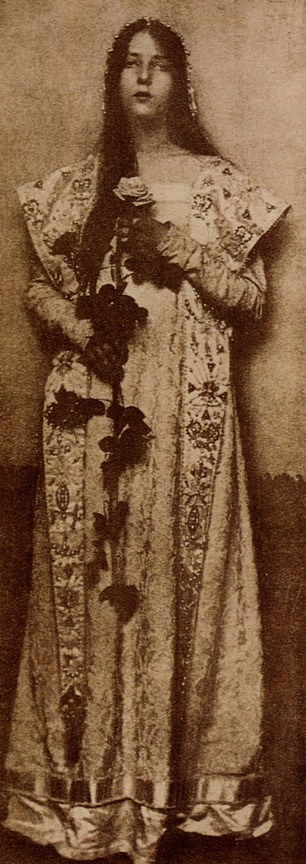
La rosa, di Eva Watson-Schütze. Fotoincisione pubblicata in Camera Work, n. 9, 1905

Nel 1899 venne eletta membro della Photographic Society of Philadelphia. Il fotografo e critico Joseph Keiley elogiò il suo lavoro, affermando che dimostrava di avere un "gusto delicato e originalità artistica".
L'anno successivo divenne membro della giuria del Philadelphia Photographic Salon. Un segno della sua statura di fotografa in quel momento è dato dall'identità degli altri membri della giuria: Alfred Stieglitz, Gertrude Kasebier, Frank Eugene e Clarence H. White.
Nel 1900 Johnston le chiese di presentare un lavoro per una mostra rivoluzionaria di fotografe americane a Parigi. All'inizio Watson obbiettò affermando: "È stato uno dei miei hobby speciali - e su cui sono stato molto enfatica, non vedere il mio lavoro rappresentato come 'lavoro da donne'. Voglio [il mio lavoro] giudicato da un solo standard, indipendentemente dal sesso." All'insistenza di Johnston, tuttavia, Watson presentò dodici stampe - il numero più alto di qualsiasi alto fotografo - nella mostra che ebbe luogo nel 1901, anno in cui divenne membro del Linked Ring.
Nel 1901 sposò il professor Martin Schütze, un avvocato di origine tedesca che dopo aver conseguito il dottorato in letteratura tedesca presso l'Università della Pennsylvania nel 1899, ebbe un incarico di docenza a Chicago, dove la coppia si trasferì, lasciando Filadelfia.

A Chicago la fotografa ricevette delle commissioni per ritratti e fotografò i colleghi della comunità accademica del marito, inclusi i filosofi in seguito conosciuti come la Scuola di Chicago: John Dewey, George Mead e James Tufts.

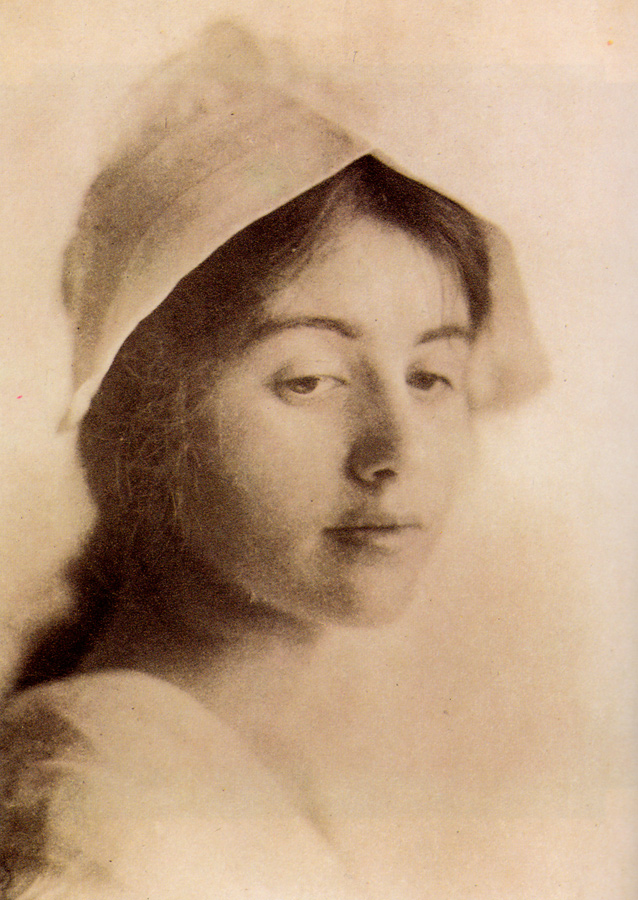
Studio di una testa, di Eva Watson-Schütze. Fotoincisione pubblicata in Camera Notes, Vol. 4, n. 3, gennaio 1901

Nello stesso anno fu eletta membro del Linked Ring. Cominciò a intrattenere rapporti di corrispondenza con alcuni dei fotografi più progressisti dell'epoca e cercò contatti simili negli Stati Uniti. Nel 1902 suggerì ad Alfred Stieglitz l'idea di formare un'associazione di fotografi indipendenti e fra loro simili e alla fine dell'anno si è unì a lui come uno dei membri fondatori della Photo-Secession.
Nel 1905 Alfred Stieglitz espose il suo lavoro presso la sua influente galleria a New York Gallery, e nello stesso anno Joseph Keiley scrisse un lungo articolo su di lei in Camera Work definendola "una delle più leali e sincere sostenitrici del movimento pittorico in America".
Intorno al 1903 Watson-Schütze con il marito acquistò un terreno e una casa a Woodstock, in cui trascorse la maggior parte dei mesi estivi e autunnali dal 1910 circa fino al 1925 circa. A Byrdcliffe nel 1902 era stata fondata una colonia ispirata a John Ruskin e al movimento Arts and Crafts, dove risiedevano artigiani e designer indipendenti impegnati nell'artigianato tradizionale. Questo luogo risvegliò i suoi interessi per la pittura e nel giro di pochi anni trascorse più tempo davanti a una tela, che dietro una macchina fotografica. Divenne allieva di William Emile Schumacher, pittore americano che espose al famoso Armory Show del 1913. Dopo il 1910 realizzò sempre meno fotografie e nel 1920 smise di fotografare, ad eccezione delle foto di famiglia.
Nel 1929 Watson-Schütze divenne direttrice della The Renaissance Society, un museo non collezionistico fondato nel 1915 presso l'Università di Chicago. Sotto la sua direzione, dal 1929 al 1935, la società presentò mostre rivoluzionarie dei primi modernisti come Pablo Picasso, Georges Braque, Marc Chagall, Jean Arp, Joan Miró e Constantin Brâncuși. Del suo mandato è stato scritto: "In quei sei anni ha trasformato il gruppo da un'organizzazione in gran parte amatoriale e sfocata, in un'istituzione riconosciuta a livello internazionale e all'avanguardia sostenitrice di un rigoroso programma modernista".
Watson-Schütze prese parte a diverse cause femministe e politiche, fra cui il diritto di voto delle donne. Durante la prima guerra mondiale sostenne il partito per la pace di Jane Addams.
Watson-Schütze morì a Chicago nel 1935. Nello stesso anno la Renaissance Society tenne una mostra commemorativa del suo lavoro che comprese 32 dipinti e 2 disegni, ma nessuna delle sue fotografie.

## Mostre fotografiche postume

### Mostre personali
- Eva Watson-Schütze, Chicago Photo-Secessionist, (ISBN 0-943056-06-3),[9] svoltasi presso la Biblioteca dell'Università di Chicago nel 1985
- Eva Watson-Schütze, Photographer (ISBN 9780615258324), svoltasi al Samuel Dorsky Museum Art, presso la State University di New York nel 2009.[1]

### Mostre collettive
Le sue opere sono state incluse in mostre al National Museum of Women in the Arts di Washington, DC:
- Women Photographers in Camera Work, 1992
- A History of Women Photographers, 1997